# Eurobowl XX
Der Eurobowl XX war das Endspiel der 20. Saison der European Football League. Am 22. Juli 2006 empfingen die Dodge Vikings Vienna im heimischen Stadion Flash de La Courneuve. Mit einem 41:9-Sieg gewannen die Vikings ihren dritten Eurobowl in Folge. Damit wurden die Vikings nach den Bergamo Lions und den Hamburg Blue Devils das dritte Team mit drei Eurobowl-Siegen. Alle drei Rekordhalter hatten ihre drei Siege in Serie geholt.

## Scoreboard
|                        |                    |  |                      |                          |                       |  |                                     |
|                        | Wien 22. Juli 2006 |  | Dodge Vikings Vienna | \| \| 41 : 9 \| \| \| \| | Flash de La Courneuve |  | Stadion Hohe Warte Zuschauer: 6.000 |
| (14:6, 7:3, 7:0, 13:0) | Wien 22. Juli 2006 |  | Dodge Vikings Vienna |                          | Flash de La Courneuve |  | Stadion Hohe Warte Zuschauer: 6.000 |
|                        | 41 : 9             |  |                      |                          |                       |  |                                     |
|                        |                    |  |                      |                          |                       |  |                                     |